# Mulac
Mulac je treći album hrvatskog pjevača Harija Rončevića koji sadrži 12 pjesama. Objavljen je 1996. godine.

## Popis pjesama
1. "Hvala ti"
2. "Budi tu"
3. "Pusti me"
4. "Poslije ponoći"
5. "Ja nisam ufuran"
6. "Generacijska"
7. "Mulac", Melodije hrvatskog Jadrana 1996.
8. "Ruke spasa"
9. "Pape moj"
10. "Japan - New York", Zadarfest 1995.
11. "Ako mi još jednom oprostiš"
12. "Ti si moj san", duet s Meri Cetinić